# Intern kontroll
Intern styrning och kontroll  är en process som påverkas av bolagets styrelse, ledning och annan personal, och som utformats för att ge en rimlig försäkran om att bolagets mål uppnås inom följande områden:
- Ändamålsenlig och effektiv verksamhet,
- Tillförlitlig finansiell rapportering samt
- Efterlevnad av tillämpliga lagar och förordningar.

Intern styrning och kontroll påverkar alla delar av organisationen och är inte begränsad till uppföljning av ekonomi. Den kan ses som en del av verksamheten, närmare bestämt en del av systemet för styrning och ledning. Intern styrning och kontroll kan till exempel omfatta riskbedömningar för organisationens verksamhet, uppföljning av mål, utarbetandet av lämpliga arbetsrutiner och hjälpmedel samt kontroll i efterhand av att rutiner följs. 
Modellens olika delar stadgas även i ISA 315-standarden (International Standard on Auditing) som har fokus på bedömningen av materiella felaktigheter för enheten. Modellen är dock inte uppbyggd enligt någon speciell typ av företag, utan fungerar enbart som ett ramverk där företaget sedan själv får bestämma hur de väljer att tillämpa modellen.

## COSO internal control - ramverk
COSO, Committee of Sponsoring Organizations of the Treadway Commission, har utarbetat principer för intern styrning och kontroll. COSO har i sitt ramverk COSO internal control kommit med idén om att intern styrning och kontroll byggs av fem olika komponenter. De olika komponenterna är sedan uppdelade i olika principer, sammanlagt 17 stycken. Principerna i sin tur är uppdelade i fokuspunkter, det finns totalt 79 fokuspunkter. COSO-modellen är det mest använda internationella verktyget för intern kontroll.
The Committee of Sponsoring Organizations of the Treadway Commission har också tagit fram modellen COSO ERM (enterprise risk model). 

### COSO-komponenterna[2]

#### Kontrollmiljö
Summan av de processer, standarder och strukturer i en enheten som stöder och ger en riktning till hur interna kontrollen genomförs, kallas kontrollmiljö. Denna miljö ger bl.a. en bild av enhetens etiska värderingar, organisationsstrukturen och fördelningen av ansvar inom enheten, hur bra man lyckas med att samla konkurrenskraftig arbetskraft och motivera dem att arbeta effektivt och ledningens motivation att uppfylla den ansvarsfulla uppgift de har.

#### Riskbedömning
Genom att aktivt identifiera och uppskatta storleken på både interna och externa risker, kan man få viktig information för reviderade enheten vilket kan hjälpa att nå de uppsatta målen. Riskbedömningen ger en grund även till själva hanteringen av riskerna. Ofta brukar man i detta stadium skapa en riskmatris.

#### Kontrollaktiviteter
Då man känner till riskerna bör man sedan utforma mål och aktiviteter för att minska och förebygga att riskerna inträffar. Kontrollaktiviteterna delas in i direkta och indirekta aktiviteter, med en fortsatt indelning till resultat- eller rutinorienterade kontroller. Båda grupperna är till för att minska riskerna, där de direkta aktiviteterna fokuserar på att reducera eller helt och hållet eliminera risken genom att rikta sig mot en bestämd rutin eller process, medan de indirekta kontrollerna strävar efter att motverka att risken från första början uppstår genom t.ex. informationsinsatser eller kompetensutveckling.

#### Information och kommunikation
Information och kommunikation är viktigt för att kunna uppnå en effektiv intern kontroll. Man bör identifiera, fånga och lyckas kommunicera just den relevanta informationen till ledningen. Detta är väsentligt i och med att det ofta kan uppstå oändliga mängder med information, där man måste se efter vad som är viktigt och relevant. Det är nödvändigt att man genomför en intern kontroll som strävar efter att samtidigt uppnå verksamhetens mål.

#### Uppföljning och övervakning
Övervakning/uppföljning/tillsyn är viktigt för att kunna kontrollera att de olika momenten inom COSO-modellen har genomförts på rätt sätt, det vill säga att de är ändamålsenliga. Övervakningen handlar om att utvärdera och följa upp den interna kontrollen som har implementerats i organisationen, samt att detta sker på en kontinuerlig basis. Ledningen bär det slutliga ansvaret för att övervakning och tillsyn sker, och därför är det viktigt hur de förmedlar befogenheter, ansvar och kunskap åt övriga anställda som är utsedda att övervaka så att de också ska kunna genomföra evalueringar.

## Forskning om interna kontroller
Chalmers, Hay och Khlif (2018) har sammanfattat den vetenskapliga forskningen i redovisning inom interna kontroller.